# Concepción Company

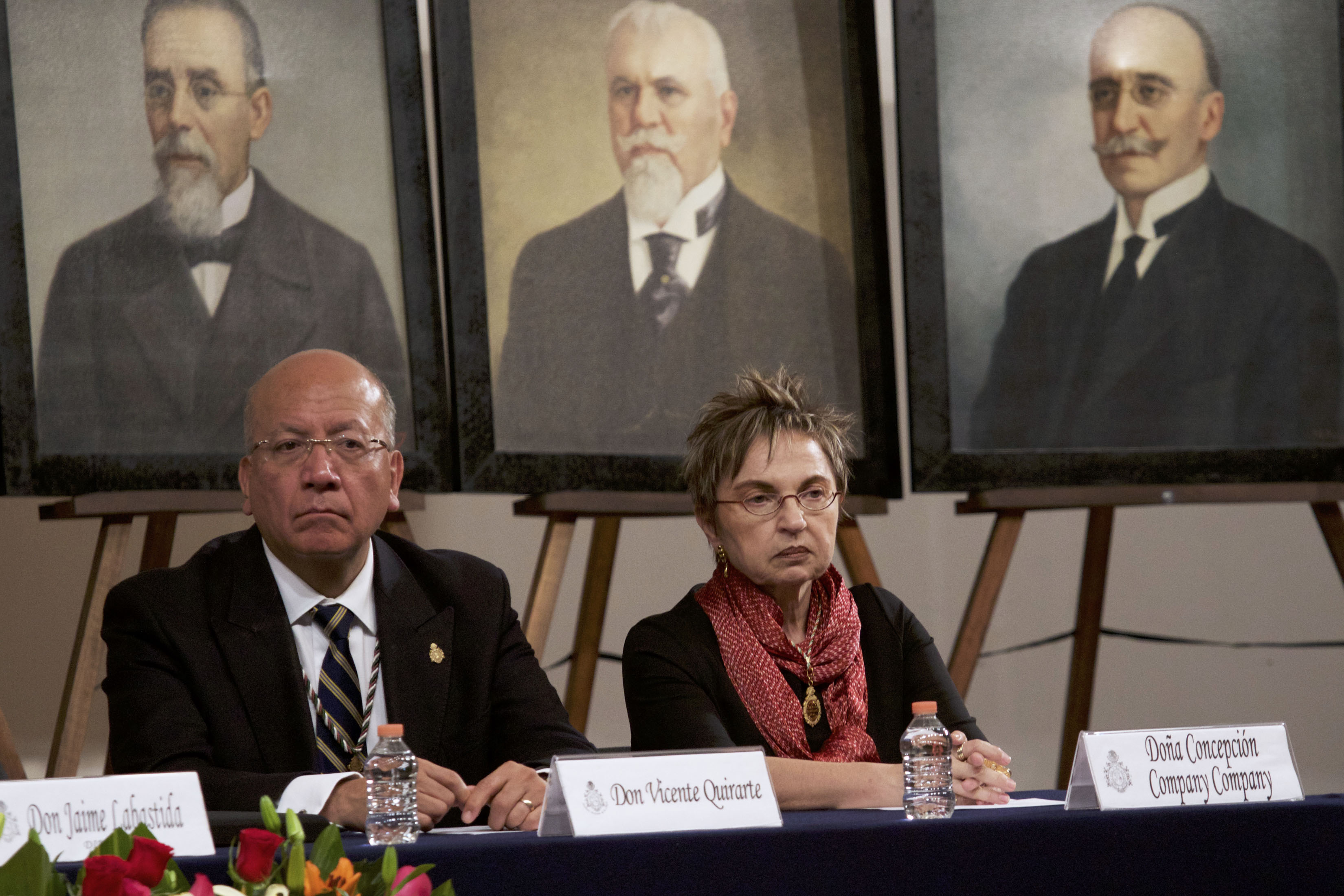
Vicente Quirarte y Concepción Company

Concepción María del Pilar Company Company (Madrid, 8 de diciembre de 1954) es una lingüista, filóloga, investigadora y académica española, nacionalizada mexicana en 1978. Sus áreas de investigación son la teoría del cambio lingüístico, la sintaxis histórica del español, la filología y la variación lingüística.

## Estudios y docencia
Realizó la licenciatura en Lengua y Literatura Hispánicas (1980), así como la maestría (1983) y doctorado (1988) en Letras (Lingüística Hispánica) en la Facultad de Filosofía y Letras de la Universidad Nacional Autónoma de México (UNAM). 
Es profesora en su alma mater y ha impartido cursos de posgrado como profesora invitada en universidades del país como: El Colegio de México, El Colegio Nacional, Universidad de Sonora, Universidad de Guanajuato, El Colegio de Michoacán, Universidad Autónoma de Aguascalientes y El Colegio de Sinaloa; en universidades internacionales como: Universidad de La Habana, Universidad de Salamanca, Universidad de Buenos Aires, Universidad Autónoma de Madrid, la Fundación Duques de Soria, Universidad de Santiago de Compostela, Universidad de Málaga, Universidad Nacional de Cuyo, Universidad Complutense de Madrid, Universidad de Granada, Universidad de Barcelona, Universidad Autónoma de Barcelona, Universidad Nacional de La Plata, Universidad de Costa Rica, Universidad de Coímbra, Universidad de Maryland College Park, Universidad Hebrea de Jerusalén, Universidad de California Berkeley, Universidad de la República (Uruguay) y Universidad de La Laguna.

## Investigadora y académica
Es investigadora emérita del Instituto de Investigaciones Filológicas de la UNAM (2016) y del Sistema Nacional de Investigadores del Consejo Nacional de Ciencia y Tecnología (2021). Fue miembro del Comité Directivo de la International Society for Historical Linguistics (ISHL) de 2001 a 2009. 
Fue elegida miembro de número de la Academia Mexicana de la Lengua el 23 de septiembre de 2004, tomó posesión de la silla V el 25 de noviembre de 2005 y es presidenta de la Comisión de Lexicografía de dicha institución. Como presidenta de la Comisión fue directora del proyecto y dirigió la edición del Diccionario de mexicanismos publicado por la Academia en noviembre de 2010, cuya segunda edición totalmente revisada está prevista para 2021. Forma parte de la Junta de Gobierno de El Colegio de México desde 2010. Fue nombrada vicepresidenta de la Asociación Internacional de Historia de la Lengua Española en 2011. En noviembre de 2016 fue nombrada miembro de El Colegio Nacional. En 2019, recibió el Premio Nacional de Artes y Literatura en el campo de Lingüística y Literatura. Es considerada como la más destacada sintactóloga de México.

## Premios y distinciones
- Premio Universidad Nacional para Jóvenes Académicos en el área de Investigación en Humanidades, otorgado por la UNAM en 1992.
- Premio "Wigberto Jiménez Moreno" otorgado por el Instituto Nacional de Antropología e Historia en 1995, por su libro Documentos lingüísticos de la Nueva España. Altiplano central.
- Premio Universidad Nacional en el área de Investigación en Humanidades, otorgado por la UNAM en 2012.
- Nombramiento como Investigadora Emérita de la UNAM.
- Nombramiento como miembro de El Colegio Nacional (electa en noviembre de 2016, con lección inaugural el 23 de febrero de 2017).
- Medalla al Mérito Universidad Veracruzana, Xalapa, Veracruz.
- Premio Nacional de Artes y Literatura en el campo de Lingüística y Literatura en 2019.
- Nombramiento como miembro correspondiente de la Academia Panameña de la Lengua (Panamá) (electa el 23 de junio de 2021).
- XXXIV Premio Internacional Menéndez Pelayo (concedido el 25 de octubre de 2021).

## Obras publicadas
Además de dirigir el proyecto Medievalia y codirigir la revista homónima, es miembro de los consejos editoriales del Journal of Historical Linguistics, Romance Philology, Revista de Filología Española, Anuario de Letras, Signos, Revista Internacional de Lingüística Iberoamericana, Lingüística (ALFAL), Transactions of the Philological Society, Nueva Revista de Filología Hispánica, Cuadernos de Lingüística, entre otras.  Ha publicado decenas de artículos especializados en lingüística histórica, teoría de cambio lingüístico, gramaticalización e historia de la lengua española; entre sus obras se encuentran:
- La frase sustantiva en el español medieval. Cuatro cambios sintácticos, de 1991.
- Documentos lingüísticos de la Nueva España. Altiplano central, de 1994.
- Léxico histórico del español de México, en coautoría con Chantal Melis, de 2002.
- Sintaxis histórica de la lengua española. Primera parte: La frase verbal, (dir.), en dos volúmenes, de 2006.
- El siglo XVIII y la identidad lingüística de México", de 2007.
- Manual de gramática histórica, en coautoría con Javier Cuétara, de 2008.
- Sintaxis histórica de la lengua española. Segunda parte: La frase nominal, (dir.), en dos volúmenes, de 2009.
- Sintaxis histórica de la lengua española. Tercera parte: Adverbios, preposiciones y conjunciones. Relaciones interoracionales, (dir.), en tres volúmenes, de 2014.
- Corpus diacrónico y diatópico del español de América (CORDIAM), (en codirección con Virginia Bertolotti), [www.cordiam.org].
- Los opuestos se tocan. Indiferencias y afectos sintácticos en la historia del español, de 2017.